# ディノポネラ属
ディノハリアリ（学名：Dinoponera gigantea）は節足動物門昆虫綱ハチ目アリ科ハリアリ亜科のアリの一種で、8種からなるディノポネラ属をまとめてこの名で呼ぶ。

## 生息地
南アメリカのブラジル、ガイアナ、ボリビア、パラグアイ、ペルー、エクアドル、コロンビアにまたがるアンデス山脈東部の熱帯雨林帯に生息する。

## 特徴
体長が45~50mmほどにもなる世界最大級のアリで、日本最大のクロオオアリの3倍以上の大きさとなる。
黒光りする体色と体格に似合った頭部が他のアリと比べて大きめで、その頭部と同様に大きな顎も目立つ。顎には内歯がノコギリ状に生えて噛み合っており、腹部にはハリアリ特有の大きな針が発達している。胸部や腹部には短い毛が多く生えている。

## 生態
熱帯雨林の木の根元に巣を構える。女系社会で女王アリはおらず、普通に働きアリ同士が子育てをして巣や勢力を拡大していく。
肉食性の獰猛な種で、大きな顎と腹部末端の毒針を駆使して他の昆虫だけでなく、両生類や爬虫類などにも襲いかかり、エサにしてしまう。体が大きい分針が大きいだけでなく毒量も多く、日本に生息するオオスズメバチほどの威力を持つと言われている。大顎も噛まれると人の皮膚など簡単に噛み破って出血させる事ができる。
その毒性から現地では拷問や死刑に利用されたりもする。
生態系が豊かであると同時に、外敵も多い熱帯雨林の中で体を大きくし、他のアリでは退化した毒針を残し、生息環境に合わせていったと考えられている。

## 近縁種
本種には以下の近縁種がある。

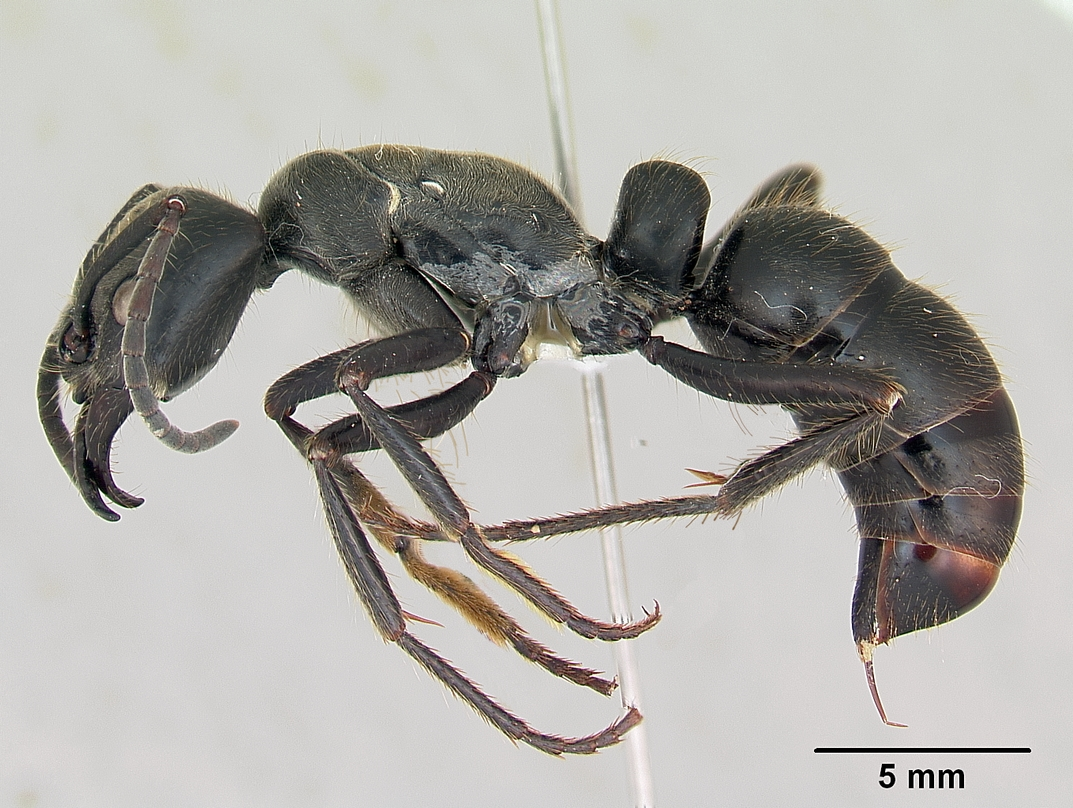
Dinoponera grandis

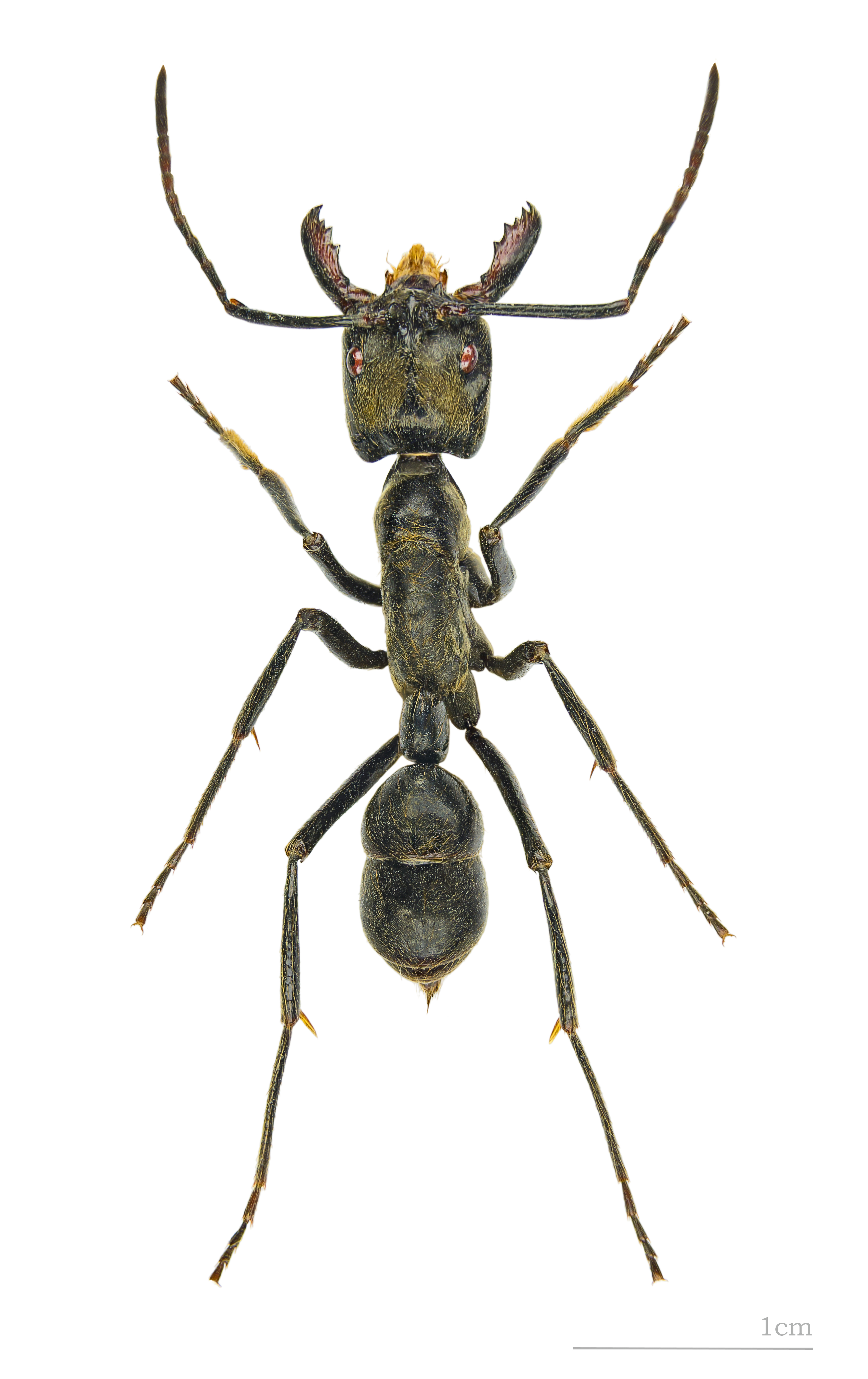
Dinoponera quadriceps

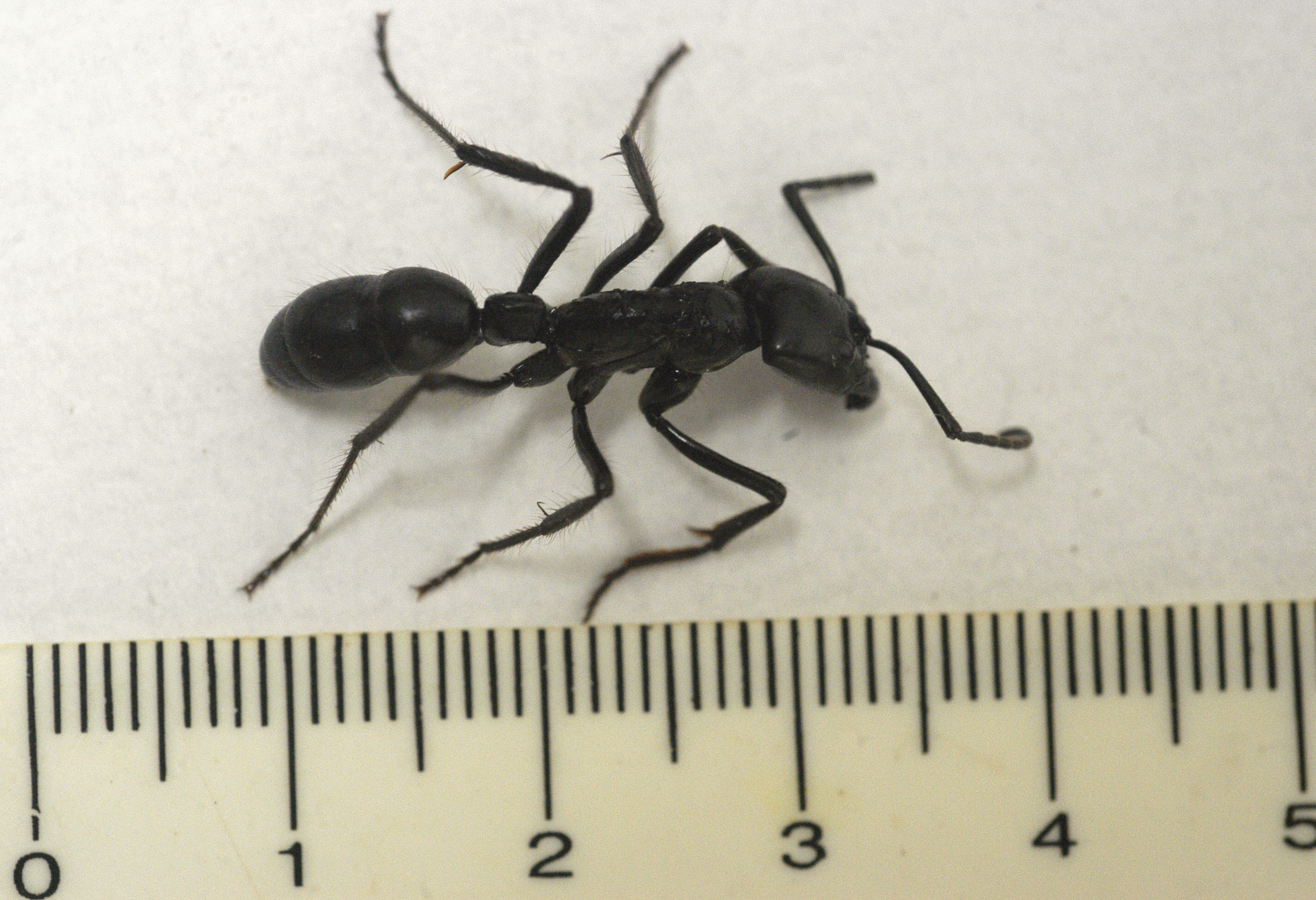
Dinoponera quadriceps

- Dinoponera grandis Emery, 1901
- Dinoponera hispida Lenhart, Dash & Mackay, 2013
- Dinoponera longipes Emery, 1901
- Dinoponera lucida Emery, 1901
- Dinoponera mutica Emery, 1901
- Dinoponera quadriceps Kempf, 1971
- Dinoponera snellingi Lenhart, Dash & Mackay, 2013
- Dinoponera nicinha Dias & Lattke, 2021

## 参考
- 今森光彦『世界昆虫記』福音館書店、東京都文京区。ISBN 978-4834001792。